# Blair Witch
Blair Witch är en amerikansk found footage film från 2016 av Adam Wingard. Filmen är efter Blair Witch 2 (2000) den andra fortsättningen av The Blair Witch Project från 1999. Under inspelningen hade filmen arbetstiteln The Wood för att gömma att den är en uppföljare till de gamla filmerna.

## Handling
James Donahue upptäcker i internet videofilmer som antagligen visar hans syster. Systern Heather gäller sedan cirka 20 år som spårlöst försvunnen efter att hon undersökte legenden om Blair Witch (Blair häxan) i staden Burkittsville, Maryland. James antar på grund av filmerna att hans syster fortfarande lever och han börjar tillsammans med tre kompisar leta efter henne. De får stöd av två tonåringar som hade hittad de gamla videofilmerna. En av kompisarna har en egen videokamera med för att göra en dokumentär.
Sällskapet når skogen och går vilse efter att de upptäckte mysteriösa objekt. Några av gruppens medlemmar tappar kontakten till de andra och de blir attackerade av främmande väsen.

## Receptioner
Filmen fick en blandade kritik efter premiären. Hos Metacritic fick den 47 av 100 poäng baserad på 41 receptioner. Hos Rotten Tomatoes hade den i oktober 2016 uppnådd 35 %.
Filmen hade en budget av cirka 5 miljoner dollar och fram till 7 oktober 2016 hade den i hela världen omsatt lite över 35 miljoner dollar.